# Tropheus
Tropheus è un genere di pesci d'acqua dolce appartenente alla grande famiglia Cichlidae, sottofamiglia Cichlasomatinae, endemici del lago Tanganica, in Africa.

## Specie
Il genere attualmente (2012) comprende 6 specie:
- Tropheus annectens Boulenger, 1900
- Tropheus brichardi Nelissen & Thys van den Audenaerde, 1975
- Tropheus duboisi Marlier, 1959
- Tropheus moorii Boulenger, 1898
- Tropheus kasabae Nelissen, 1977
- Tropheus polli Axelrod, 1977

All'interno delle specie riconosciute, in ogni caso,
esiste una notevole variabilità delle colorazioni e delle livree su base
geografica, che ha portato alla formazione di oltre 50 varietà, in natura in
genere rigidamente separate dal punto di vista della distribuzione spaziale, spesso
commercializzate per il mercato acquaristico sotto il nome di Tropheus sp. seguito da quella della
località di cattura.

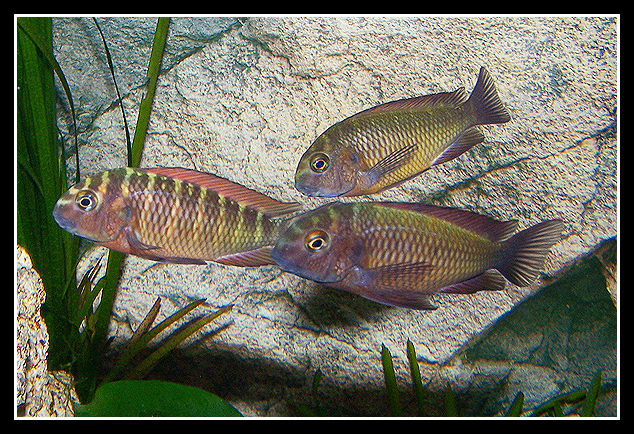
Tropheus Moorii "Red Rainbow" (Kasanga)
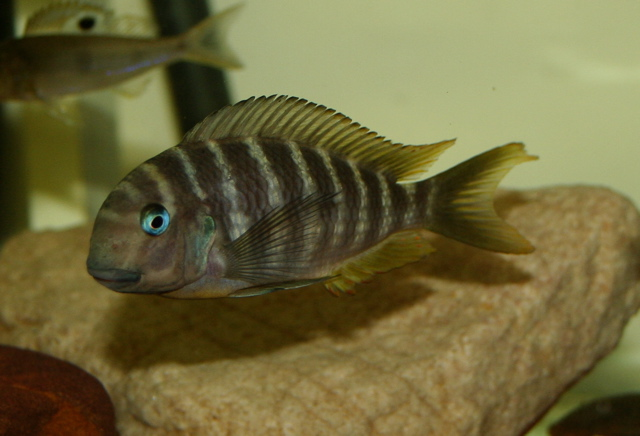
Tropheus polli
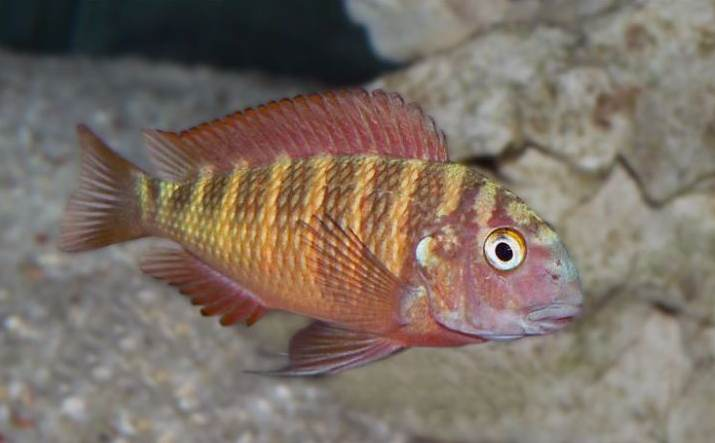
Tropheus moorii
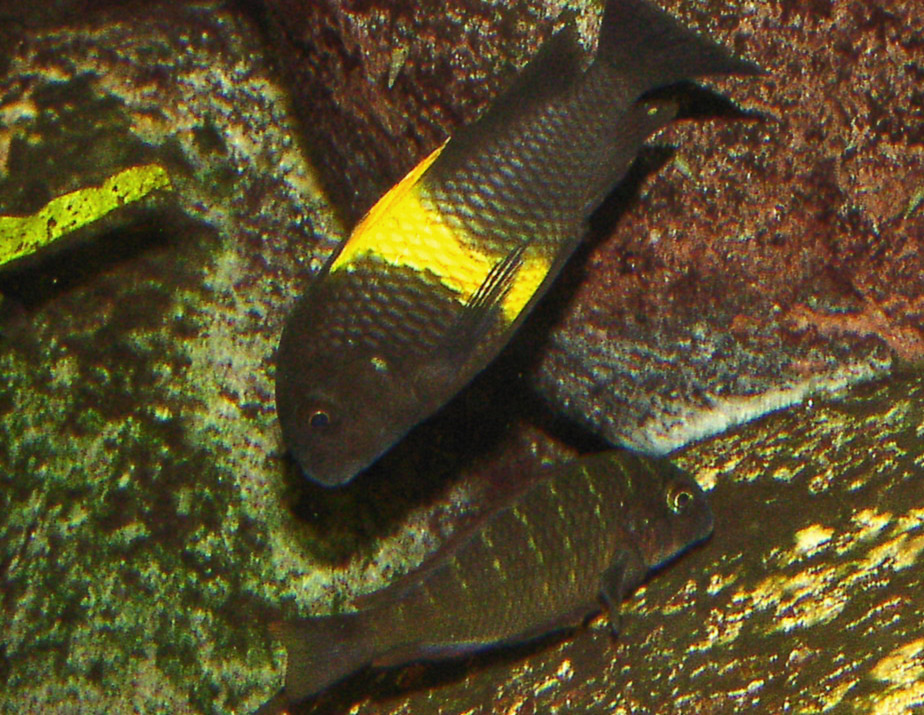
Tropheus spec. "Kiriza" (sopra) Tropheus moorii "Kachese"

## Ecologia ed etologia
In generale si tratta sempre di pesci di media taglia, che in acquario raramente superano i 9–12 cm di lunghezza, mentre in natura possono talvolta arrivare fino a 12–14 cm, dalle forme arrotondate e tondeggianti, con bande o macchie, più o meno evidenti, colorate che assumono spesso maggiore intensità in età adulta. Classici incubatori orali, in cui è la sola femmina a
“covare” all'interno della propria bocca prima le uova e poi i piccoli. Un'incubazione che è tra le più lunghe mostrate dei ciclidi, potendo arrivare, secondo le specie, fino ad un mese. La maturità sessuale è raggiunta fra gli otto mesi e l'anno di vita, corrispondenti ad una lunghezza di circa 6–7 cm. La differenza fra i sessi è poco evidente, ma si accentua alcuni giorni prima della deposizione, quando la femmina diventa riconoscibile dalla papilla genitale che sporge dall'orifizio cloacale. Si riproducono con una certa frequenza anche in una vasca comune e le uova, poche e di grandi dimensioni, vengono deposte su dei sassi piatti riparati e in seguito raccolte in bocca dalla femmina, man mano che procede la deposizione, e fecondate avvicinandosi all'apertura uro-genitale del maschio, che è pronto ad emettere il liquido spermatico. A differenza della maggioranza dei ciclidi dei laghi africani, nei Tropheus, come hanno accertato studi relativamente recenti condotti in natura dai biologi dell'università di Graz, Austria,
la femmina si accoppia con un unico partner. Dopo la schiusa i piccoli continuano a restare all'interno della sua bocca per un periodo di circa 10-14 giorni, durante il quale continua a nutrirsi, un modo per fornire cibo anche alla prole. Piccoli che abbandonano definitivamente la sua cavità boccale una volta raggiunta la taglia di 12–15 mm. Alla fine della fase di svezzamento i giovani  Tropheus sono depositati dalla femmina, quando si allontana per alimentarsi, all'interno di qualche cavità ben protetta fra le rocce.